# Sthenelais tehuelcha
Sthenelais tehuelcha är en ringmaskart som beskrevs av Ichazo 1985. Sthenelais tehuelcha ingår i släktet Sthenelais och familjen Sigalionidae. Inga underarter finns listade i Catalogue of Life.